# Băcești (Vaslui)
Băcești is een dorp in het oosten van Roemenië, in het district Vaslui.
Het dorpje heeft ongeveer 4000 inwoners op een oppervlakte van 47,51 km².